# La Masica
La Masica è un comune dell'Honduras facente parte del dipartimento di Atlántida.
Il comune è stato istituito il 13 novembre 1922 con parte del territorio del comune di San Francisco.